# Боан, Кристоф
Кристо́ф Боа́н (фр. Christophe Boan) — французский кёрлингист.
В составе мужской команды Франции участник двух чемпионатов мира (лучший результат — седьмое место в 1988) и двух чемпионатов Европы (лучший результат — двенадцатое место в 1987). Трёхкратный чемпион Франции среди мужчин. Участник пяти чемпионатов мира среди юниоров (лучший результат — седьмое место в 1982), двукратный чемпион Франции среди юниоров.
Играл в основном на позициях третьего и четвёртого. Несколько лет был скипом команды.

## Достижения
- Чемпионат Франции по кёрлингу среди мужчин: золото (1987, 1991, 1993)[3].
- Чемпионат Франции по кёрлингу среди юниоров: золото (1981, 1982).[4]

## Команды
| Сезон   | Четвёртый     | Третий             | Второй             | Первый             | Запасной                              | Турниры            |
| ------- | ------------- | ------------------ | ------------------ | ------------------ | ------------------------------------- | ------------------ |
| 1977—78 | Yves Tronc    | Pascal Pagliano    | Кристоф Боан       | Андре Жувен        |                                       | ЧМЮ 1978 (9 место) |
| 1978—79 | Клод Фейж     | Gilles Marin-Pache | Жерар Равелло      | Кристоф Боан       |                                       | ЧМЮ 1979 (9 место) |
| 1979—80 | Yves Tronc    | Кристоф Боан       | Жерар Равелло      | Андре Жувен        |                                       | ЧМЮ 1980 (8 место) |
| 1980—81 | Кристоф Боан  | Доминик Дюпон-Рок  | Philippe Pomi      | Christophe Michaud |                                       | ЧМЮ 1981 (9 место) |
| 1981—82 | Кристоф Боан  | Philippe Pomi      | Christophe Michaud | Патрик Филипп      |                                       | ЧМЮ 1982 (7 место) |
| 1987—88 | Кристоф Боан  | Жерар Равелло      | Ален Бранги        | Тьерри Мерсье      |                                       | ЧЕ 1987 (12 место) |
| 1987—88 | Кристоф Боан  | Тьерри Мерсье      | Жерар Равелло      | Ален Бранги        |                                       | ЧМ 1988 (7 место)  |
| 1991—92 | Тьерри Мерсье | Кристоф Боан       | Спенсер Мюнье      | Жерар Равелло      |                                       | ЧМ 1992 (10 место) |
| 1994—95 | Тьерри Мерсье | Кристоф Боан       | Патрик Филипп      | Жерар Равелло      | Лионель Турнье тренер: Michel Jeannot | ЧЕ 1994 (13 место) |

(скипы выделены полужирным шрифтом)